# Aert Mytens

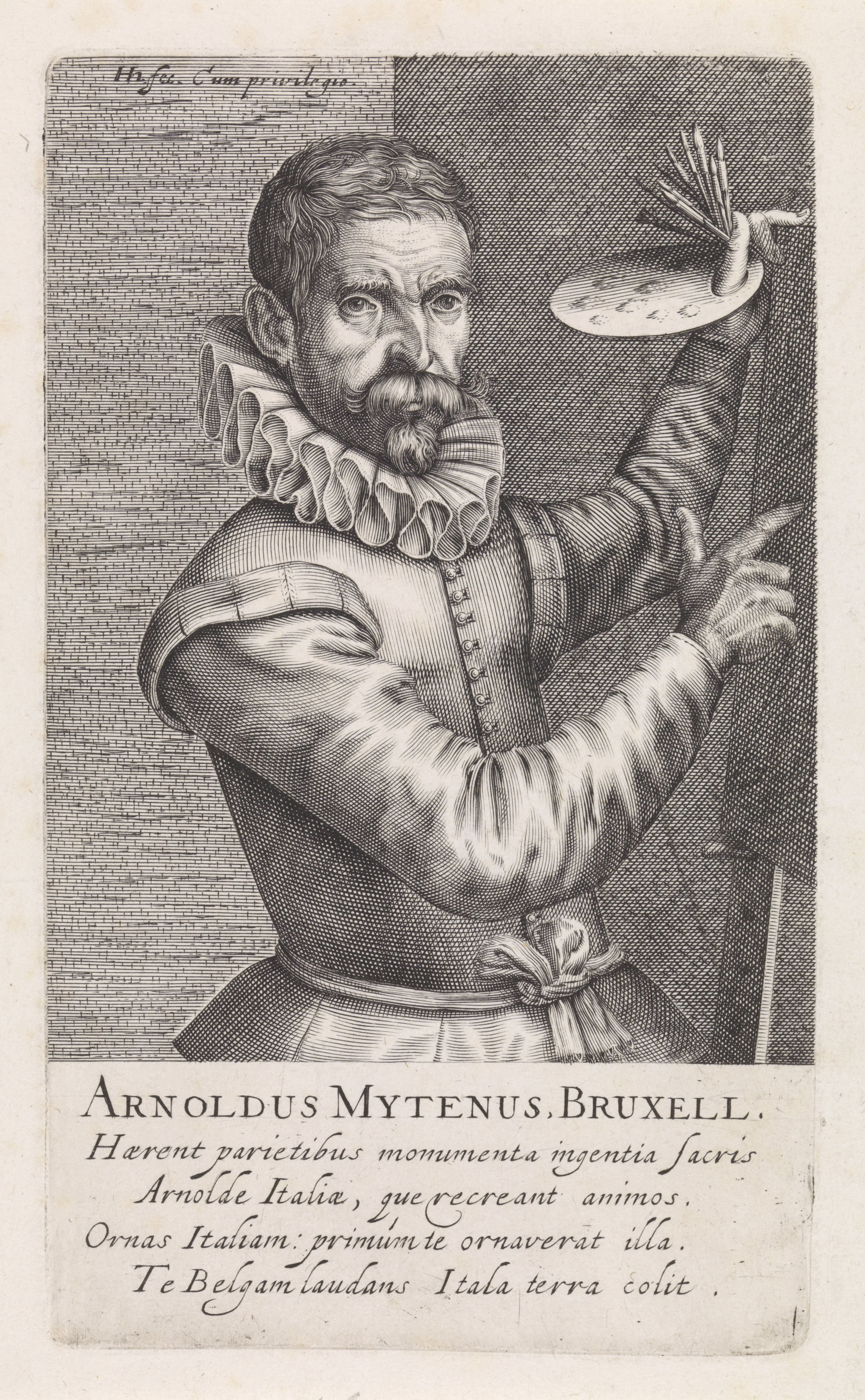
Bildnis von Arnoldus Mytenus (Aert Mytens) in Pictorum … effigies, 1610

Aert Mytens (auch: Arnold oder Arnout und Mijtens, lat.: Arnoldus Mytenus; * um 1541 oder 1556 in Brüssel; † 28. September 1601 in Rom) war ein flämischer Maler des Manierismus, der vor allem in Neapel und L’Aquila wirkte. In Italien war er als Rinaldo Fiammingo bekannt.
Er war das älteste Mitglied einer bekannten Malerfamilie, zu der auch seine Neffen Isaac und Daniel Mytens, sowie Jan Mytens gehörten.

## Leben
Über das Geburtsdatum von Mytens herrscht eine gewisse Unklarheit, lange ging man davon aus, dass er bereits um 1541 geboren sei, aber nach neueren Forschungen wurde er erst 1556 geboren (Osnabrugge 2015). Einer seiner Lehrer war Pieter de Kempener.

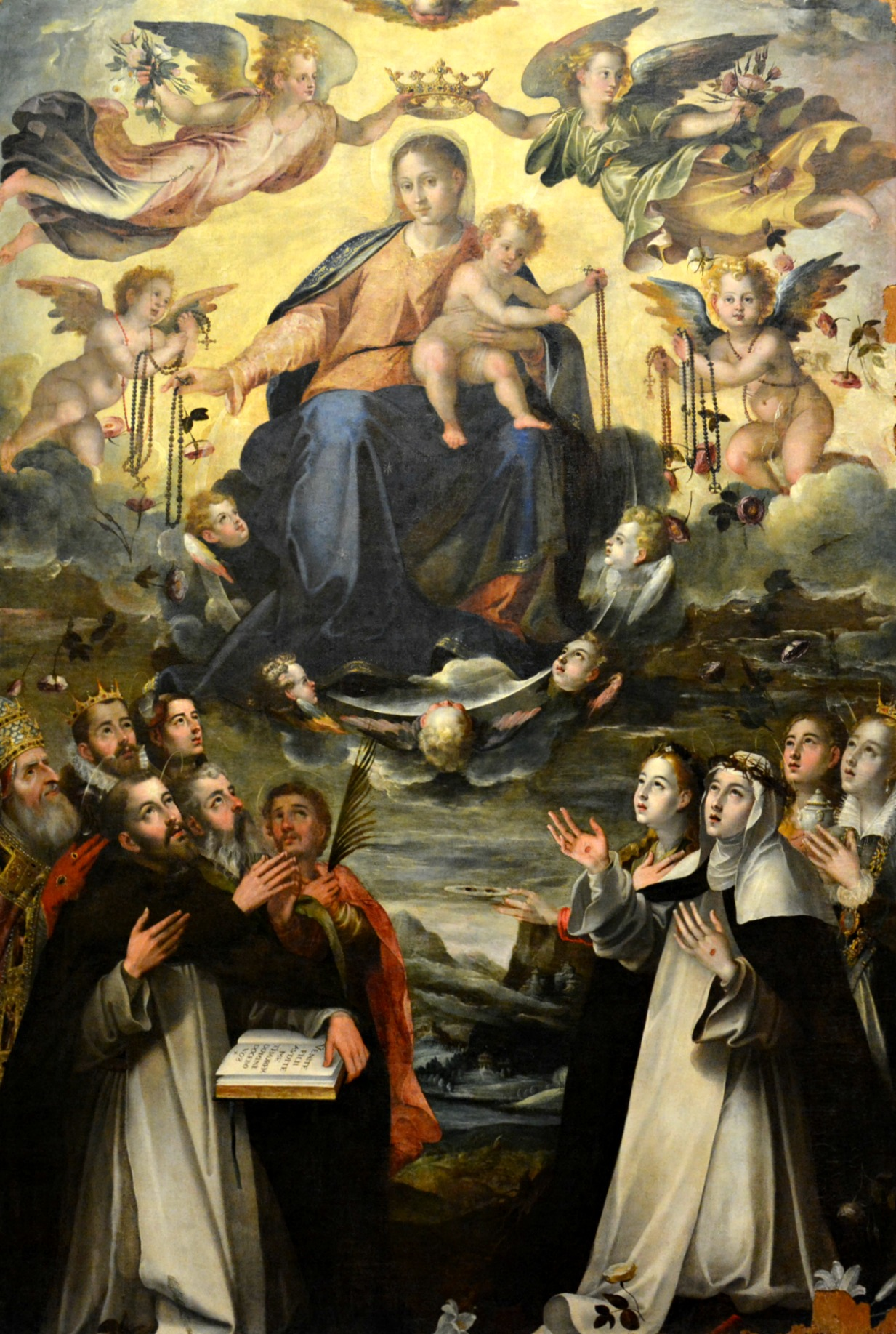
Rosenkranzmadonna, Museo di Capodimonte, Neapel

Laut Karel van Mander ging Mytens bereits früh – etwa 1573 bis 1575 – nach Rom, wo er in der Werkstatt von Anthonis Santvoort arbeitete, welchen man „grüner Antonio“ (ital. „il verde Antonio“) nannte; Mytens sei auch viel mit Hans Speckaert zusammen gewesen.
Danach ging er nach Neapel, wo er von Cornelis de Smet aufgenommen wurde. Mytens lebte in dessen Haus und arbeitete als sein Schüler oder Gehilfe bis 1591.
Nach dem Tod von Cornelis de Smet im Oktober desselben Jahres reiste Mytens zurück nach Flandern, wo er sich um Smets geschäftliche Angelegenheiten kümmerte (Osnabrugge 2015, S. 19); laut Van Mander besuchte er (außerdem) Freunde in Brüssel und seinen Bruder in Den Haag.
Am 21. Juni 1592 war er wieder zurück in Neapel, wo er die Witwe von Smet, Margherita de Medina, heiratete; sie war bereits seine zweite Frau und durch diese Hochzeit wurde er zugleich Schwager von Teodoro d’Errico. Mytens gehörte 1592–1593 zur Malergilde von Neapel (Osnabrugge 2015, S. 17). Er malte religiöse Altar- und Andachtsbilder und Porträts und soll auch viele Schüler gehabt haben, darunter D. A. Bruno d’Altavilla (1581) und B. Castagnera aus Genua (1586).
Karel van Mander erwähnte als besonders gelungene Werke von Aert Mytens: eine Mariä Himmelfahrt mit Engeln und Aposteln für „eine Kirche bei Neapel“ und zwei Altartafeln – eine heilige Catharina und eine Santa Maria del Soccorso – für die Kirche San Luigi nahe dem Palast der Vizekönige von Neapel; außerdem sehr schöne Bilder der heiligen drei Könige und eine Beschneidung Christi.

Dornenkrönung Christi, um 1598–1599, Schwedisches Nationalmuseum, Stockholm

Im Juli 1598 verließ er Neapel und ging zusammen mit seinen Kindern nach L’Aquila in den Abruzzen, wo er bis November 1599 diverse Gemälde u. a. für die Franziskaner von San Bernardino schuf, für die er schon 1594 gearbeitet hatte. Großen Erfolg hatte seine große Kreuzigung Christi.
Von L’Aquila ging er um die Jahrhundertwende nach Rom, wo er mit seinen Kindern im Haus von Anthonis Santvoort in der Via di Ripetta lebte. Am 29. Juli 1600 heiratete seine Tochter Dionora seinen Schüler, den Maler Barent van Someren (Osnabrugge 2015, S. 30).
Aert Mytens alias Rinaldo Fiammingo starb am 28. September 1601 in Rom (Osnabrugge 2015, S. 14, note 5). Seine Tochter Dionora ging zusammen mit ihrem Mann Barent van Someren nach Amsterdam. In ihrem Hause sah Karel van Mander später eine Dornenkrönung Christi von Mytens, die er sehr lobte und als „ganz anders als die normale niederländische Manier“ beschrieb; das in einem tenebristischen Stil gemalte Bild befindet sich heute im Schwedischen Nationalmuseum in Stockholm.